# Supramax
Supramax – powiększony statek typu handymax zachowujący większość jego zalet i używany najczęściej w żegludze czarterowej. Charakteryzuje się nośnością od  50 tysięcy DWT do 59 tysięcy DWT. Wypełnia lukę w wyporności masowców pomiędzy statkami wielkości panamax a handymax.